# Kenji Miyazawa
Kenji Miyazawa (宮沢 賢治 or 宮澤 賢治, Miyazawa Kenji, Hanamaki, 27 de agosto de 1896 – Hanamaki, 21 de setembro de 1933)  foi um poeta e autor japonês de literatura infantil de Hanamaki, Iwate, no final da era Taisho e início da era Shōwa. Ele também era conhecido como professor de ciências agrícolas, vegetariano, violoncelista, budista devoto e ativista social utópico.
Algumas de suas principais obras incluem Ginga Tetsudo no Yoru (Viagem noturna no Trem da Via-Láctea), Kaze no Matasaburo (Matasaburo do Vento), Sero Hiki no Gōshu (Gauche, o Violoncelista) e Taneyamagahara no Yoru (A Noite de Taneyamagahara) . Kenji se converteu ao Budismo Nitiren depois de ler o Sutra do Lótus, e se juntou ao Kokuchūkai, uma organização budista Nichiren. Suas crenças religiosas e sociais criaram uma divisão entre ele e sua família rica, especialmente seu pai, embora depois de sua morte sua família eventualmente o seguisse na conversão ao budismo Nichiren. Kenji fundou a Associação Agrícola Rasu para melhorar a vida dos camponeses na prefeitura de Iwate. Ele também foi palestrante do Esperanto e traduziu alguns de seus poemas para esse idioma.
Morreu de pneumonia em 1933.  Quase totalmente desconhecido como poeta em sua vida, o trabalho de Kenji ganhou sua reputação postumamente, e desfrutou de um boom em meados da década de 1990 em seu centenário.  Um museu dedicado à sua vida e obras foi inaugurado em 1982 em sua cidade natal.  Muitas das suas histórias para crianças foram adaptadas para anime, mais notavelmente Ginga Tetsudo no Yoru. Muitas de suas poesias tanka e de verso livre, traduzidas para muitas línguas, ainda são populares hoje em dia.